# Епархия Палмейра-дуз-Индиуса
Епархия Палмейра-дуз-Индиуса (лат. Dioecesis Palmiriensis Indorum) — епархия Римско-католической церкви c центром в городе Палмейра-дуз-Индиус, Бразилия. Епархия Палмейра-дуз-Индиуса входит в митрополию Масейо. Кафедральным собором епархии Палмейра-дуз-Индиуса является собор Пресвятой Девы Марии.

## История
10 февраля 1962 года Святой Престол учредил епархию Палмейра-дуз-Индиуса, выделив её из архиепархии Масейо и епархии Пенеду.

## Ординарии епархии
- епископ Otàvio Barbosa Aguiar (4.07.1962 — 29.03.1978);
- епископ Epaminondas José de Araújo (5.06.1978 — 28.11.1984);
- епископ Fernando Iório Rodrigues (1.03.1985 — 12.07.2006);
- епископ Dulcenio Fontes de Matos (12.07.2006 — 11.10.2017 — назначен епископом Кампина-Гранди);
- епископ Manoel de Oliveira Soares Filho (19.12.2018 — по настоящее время).

## Источник
- Annuario Pontificio, Ватикан, 2007